# Nicolaus Copernicus Gesamtausgabe
Nicolaus Copernicus Gesamtausgabe (Полное собрание сочинений Николая Коперника) — многотомное издание трудов польского астронома Николая Коперника, включающее его опубликованные труды, уцелевшие рукописи и заметки, его биографию, комментарии исследователей жизни и деятельности Коперника и библиографию.
Подготовка издания началась в 1973 году в честь 500-летия со дня рождения Коперника, в первый том издания включён главный труд учёного, «О вращении небесных сфер». Издание осуществляется берлинским издательством Akademie Verlag.

## Содержание
- I: De revolutionibus orbium coelestium, 1974, ISBN 978-3-05-003897-1
- II:
- III/1: Kommentar zu «De revolutionibus», 1998, ISBN 978-3-05-003123-1
- III/3: De Revolutionibus. Die erste deutsche Übersetzung in der Grazer Handschrift, 2007, ISBN 978-3-05-004355-5
- IV:
- V: Opera Minora 1999, ISBN 978-3-05-003498-0
- VI/1: Documenta Copernicana, 1994, ISBN 978-3-05-002594-0
- VI/2: Documenta Copernicana, 1996, ISBN 978-3-05-003009-8
- VII:
- VIII/1: Receptio Copernicana, ISBN 978-3-05-003433-1
- IX: Biographia Copernicana